# Хучнинский сельсовет
Хучнинский сельсовет — административно-территориальная единица и муниципальное образование со статусом сельского поселения в Табасаранском районе Дагестана Российской Федерации.
Административный центр — село Хучни.

## Население
| 2002  | 2010  | 2012  | 2013  | 2014  | 2015  | 2016  |
| ----- | ----- | ----- | ----- | ----- | ----- | ----- |
| 5530  | ↘5165 | ↘5083 | ↘5042 | ↘4985 | ↘4908 | ↘4878 |
| 2017  | 2018  | 2019  | 2020  | 2021  | 2023  | 2024  |
| ↘4809 | ↗4861 | ↘4786 | ↗4827 | ↗5657 | ↗5681 | ↗5733 |

## Состав
| № | Населённый пункт | Тип населённого пункта       | Население |
| - | ---------------- | ---------------------------- | --------- |
| 1 | Акка             | село                         | ↘592      |
| 2 | Хучни            | село, административный центр | ↗3795     |
| 3 | Цуртиль          | село                         | ↗390      |
| 4 | Ягдыг            | село                         | ↘880      |